# 吉奧德冰原島峰
69°50′S 70°5′W / 69.833°S 70.083°W
吉奧德冰原島峰（英語：Geode Nunataks）是南極洲的冰原島峰，位於亞歷山大一世島東北部，處於讓·西貝柳斯以西，由英國南極名稱諮詢委員會命名，現時由南極條約體系管理。